# 沈鳳君
沈鳳君，JP（1969年3月30日—），香港公務員，現任文化體育及旅遊局常任秘書長，曾擔任旅遊事務專員等要職。她自1991年加入港英政府政務職系後曾在多過部門及決策科局工作，至2000年代中後期擔任唐英年的司長政務助理。她在2010年代初於食物環境衞生署擔任副署長時曾以強硬姿態整頓不合規的平安包工場及具安全風險的排檔，及後於2010年代後期於公務員事務局及商務及經濟發展局出任副秘書長。她在2021年4月15日獲港府委任為旅遊事務專員，主管旅遊事務署，並在2024年7月29日升任文化體育及旅遊局常任秘書長。

## 早年生活
沈鳳君生於1969年3月30日，及後於1991年從香港城市理工學院取得商業文学士學位。

## 公務員生涯

### 早年生涯
沈鳳君在1991年大專畢業後，在同年8月19日進入港英政府政務職系，並獲派至政務總署新界政務署，出任助理政務司，負責新界政務及新界原居民事務的工作。及後，她調任布政司署，獲安排任職於憲制事務科，再於1996年改任財政科財政主任。她在任內曾署任首席助理庫務司，出席香港立法局會議協助港府解釋香港課稅品的修訂。她在1997年香港回歸後續出任庫務局助理局長，直至1999年末調任至工商局。
隨工商局及其轄下部門在2000年重組，沈的職位轉輾改為隸屬工業署，再合併至工業貿易署，改任助理署長，獲升任首長級丙級政務官的機會。她在助理署長任內曾負責多項国际贸易及戰略物資管理事宜，包括擬定進出口徵費及武器用化學品管制等。在世界貿易組織第六次部長級會議於香港舉行時，她擔任跨部門統籌小組的副統籌職務。除此之外，她亦偶爾受邀代表港府主禮商會活動。

### 司長辦公室
沈鳳君在2006年4月獲港府委任為財政司司長政務助理，接替因升遷而離任的袁莎妮。她協助司長唐英年處理政務，包括統籌香港政府財政預算案，以及向香港立法會介紹香港經濟的最新狀況。另外，她亦會隨唐出席他的馬匹於香港賽馬會的賽馬賽事。曾蔭權於2007年連任行政長官後展開新一屆政府任期，唐獲安排升任政務司司長，而沈亦隨唐調任政務司司長政務助理，繼續輔助唐的工作。她在新崗位上協助唐統籌港府參與及跟進粵港合作聯席會議事宜，亦陪同他出席立法會、家庭議會及西九文化區管理局等會議，甚至外訪及前往北京述職，兩人經常一同出入公眾場合。她一直效力於唐麾下，直至2010年9月獲升遷機會方告拆夥，並由陸嘉健接任政助。

### 食物環境衞生署副署長

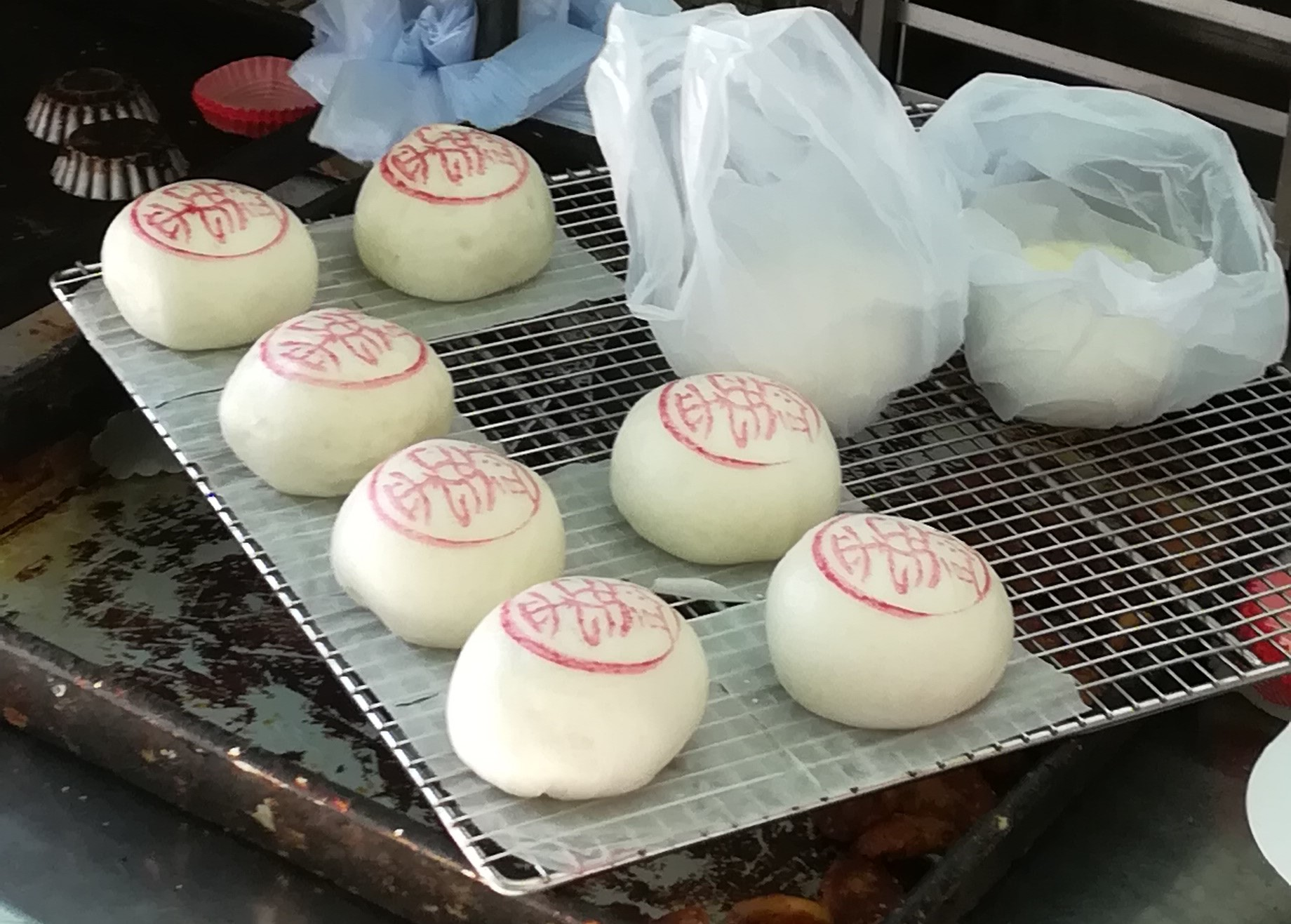
沈曾在長州太平清醮前夕整頓不合規的平安包工場

沈鳳君在2010年9月接任因劉焱升任庫務局首長級乙一級政務官而懸空半年的食物環境衞生署副署長職位，署任首長級乙級政務官。她在上任後按例視察部門工作，包括酒牌局巡查等，以加深對前線工作的認識。然而，署方在2011年5月的長洲太平清醮強硬向平安包供應商執法，禁止它們為增加產量應付節日需求而在戶外加工產品，令公眾抱怨她沒有適當酌情處理事件。儘管平安包事件引起爭議，但獲內部評價表現優秀的沈在同月確任首長級乙級政務官，並在同年7月1日獲委任為官守太平紳士。
旺角花園街在2010年12月及2011年11月經歷兩場大火，排檔的安全問題備受質疑，沈承認規管不足並銳意加強管理。在大火後，沈勒令署方嚴厲執法，檢控數字按年超出一倍，當中更揭發有排檔在一年內被檢控30次但卻未能取消其牌照。因此，她進一步提出排檔每晚必須清拆，儘管商會明言反對，但卻表明會接受港府最終的決定。然而，業界及後以裝置及拆卸攤檔會造成噪音等原因向港府抗議，而食物及衞生局常任秘書長黎陳芷娟亦公開宣稱考慮不劃一執行新措施，惟沈與署長梁卓文仍欲以強硬手段應對。最終，港府改善攤檔設計方便每日清拆，提供津貼予交還牌照的攤檔以減少攤檔數量，以及搬遷位置不合宜的攤檔等，令排檔街道環境變得安全。沈亦在資助撥款獲立法會批出後於2013年6月卸任副署長。

### 副秘書長

#### 公務員事務局

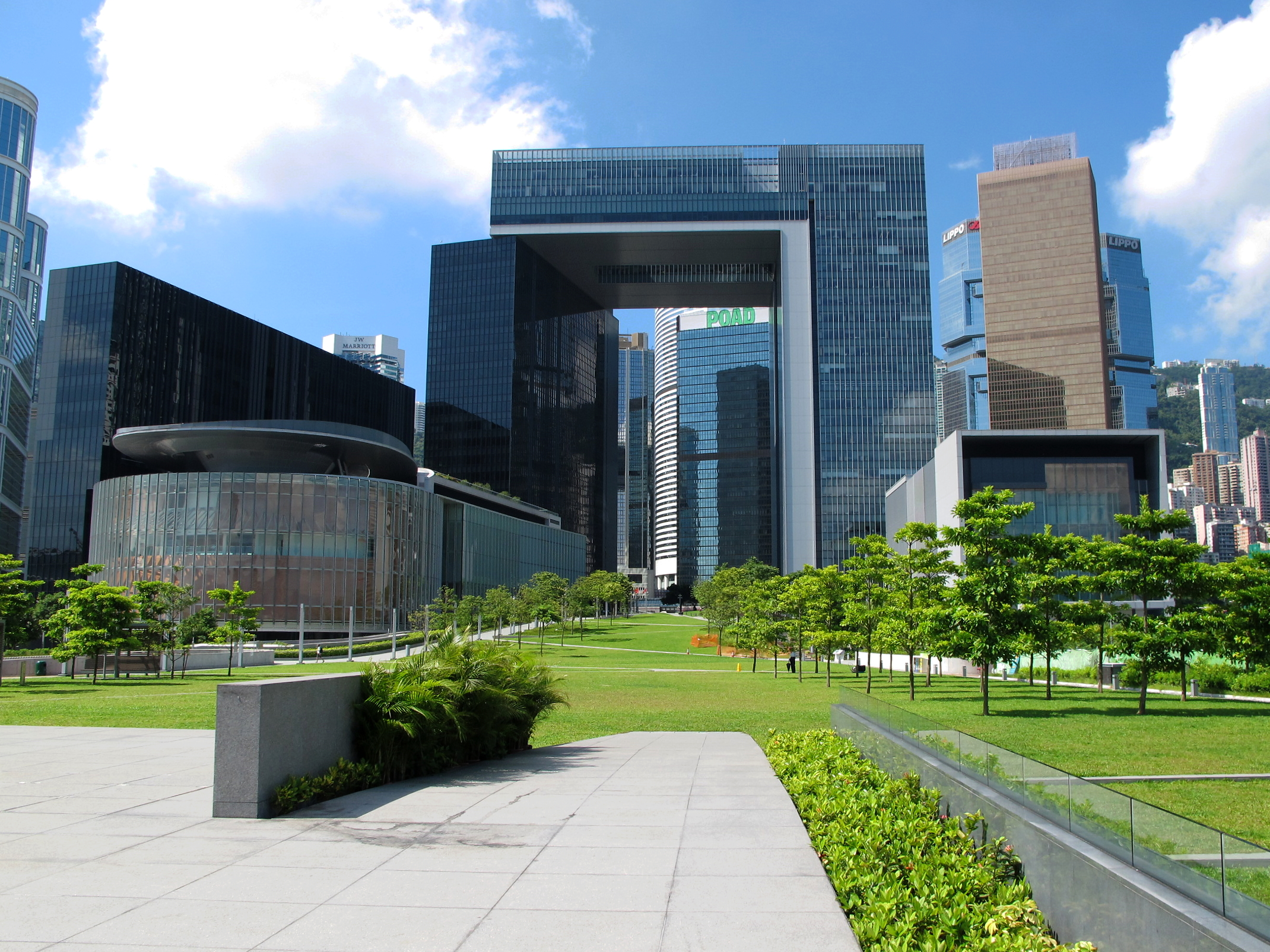
沈在2013年返回政府總部後，先後出任公務員事務局和商務及經濟發展局的副秘書長

沈鳳君在於2013年6月重返政府總部，轉任公務員事務局副秘書長。她上任後隨即接手2012年南丫海難對海事處官員調查的行政工作，理順意外及紀律調查的安排。她在任內的職責繁多，除公務員的紀律管理外，更包括公務員編制管理、培訓及發展及薪酬待遇等。另外，她亦在2015年展開了延長公務員服務年期的諮詢，作公開討論。及後，她在2016年9月離開公務員事務局。

#### 商務及經濟發展局
沈鳳君在2016年9月獲署任首長級乙一級政務官的機會，遂調任商務及經濟發展局副秘書長。同年11月，她主持港府與欧洲联盟的恆常高層會議，在歐盟對港擴大肉类食物出口，以及共同打擊盗版上達成共識。她主管商經局的日常營運工作，包括局方的預算及政策規劃、管理香港在海外的經濟貿易辦事處及實施聯合國安全理事會的制裁等。她在任內於2018年4月晉升至首長級乙一級政務官，及後在2021年4月離任商經局副秘書長。

### 旅遊事務專員
因旅遊事務專員黃智祖獲借調至香港海洋公園出任行政總裁，港府安排同屬商經局的沈鳳君於2021年4月15日接任專員，改為主管旅遊事務署。正值2019冠状病毒病疫情的香港積極挽救旅遊市場，沈在上任後隨即在4月下旬公佈與新加坡達成旅遊氣泡協議，允許兩地居民無須隔離程序下往來兩地，惟新加坡及後改為採用与病毒共存政策，無法附和港府的清零政策而在同年8月取消啟動協議。與此同時，沈繼續推動本地旅遊及宅度假，恢復公海遊輪旅遊，甚至為鹽田梓藝術節加設網上遊覽。儘管旅遊業受疫情影響大受打擊，沈的工作仍獲港府肯定，並在2022年4月晉升為首長級甲級政務官。

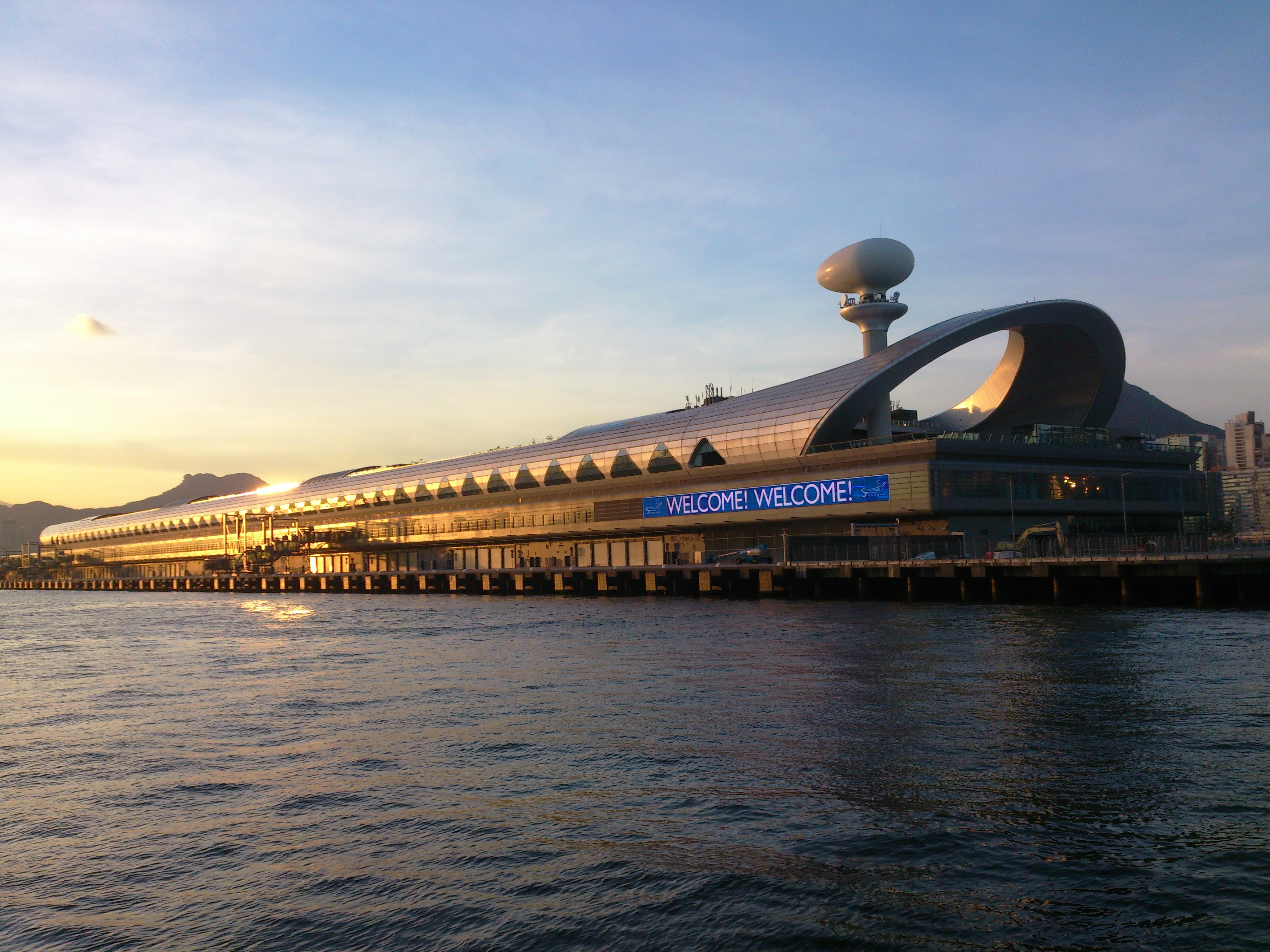
啟德郵輪碼頭在2023年8月起重新接待遊輪

李家超在2022年7月上任後改組政府架構，成立文化體育及旅遊局，沈的職位及部門亦納入其中。雖然沈一直估計疫後訪港旅客會更見多元及深度，但是隨著疫情完結而來的卻是越見低端的廉價旅行團、低消費的旅遊特種兵和旅霸，對香港民生構成破壞，而建制派更建議向業界施行懲罰性措施。她就遊客滋擾紅磡及土瓜灣社區問題，責成旅遊業監管局協調分流。另一方面，啟德郵輪碼頭在2023年8月起重新接待遊輪，惟交通安排不周備受抨擊，她與文體旅局局長楊潤雄更在同月月初的視察中一度狼狽地協助旅客搬運行李，事件及後由政務司副司長卓永興親自統籌會議檢討安排。及後，她藉旅遊旺季前的跨部門統籌會議加強各方溝通，並親自巡視各個旅遊熱點，以免分流及配套等問題再生。
儘管港府在2023年接連推出你好，香港、開心香港及香港夜繽紛等大型旅遊宣傳活動，然而訪港旅客的消費市場未有改善，經濟效益不符合港人期望。沈就此否認旅客不願消費，只是將消費從零售轉移至飲食及住宿上，並認為香港在疫後較晚開放出入境更能保有新鮮感以吸引遊客。她既認為香港應改為專注發展深度遊旅客，亦逐步擴大港澳個人遊的推行省市，拓展市場。她在2023年6月獲邀參與常任秘書長和部門首長研修及考察團，前往国家行政学院修讀國家事務研修班及到浙江省考察，因而被譽為明日之星之一，而她亦在2024年5月獲提早公佈將於7月29日接任文體旅局常任秘書長。及後，張馮泳萍接任專員一職。

## 個人生活
沈鳳君在任職新界政務署時邂逅任職離島政務專員的蘇啟龍，兩人及後成婚並育有子女。因居於山頂的高級公務員宿舍，夫婦二人會一同乘坐山頂纜車往來中環上下班。蘇作為港府從海外聘任的政務官中最後卸任的一位，他於2017年11月底離任效率促進組專員並從公務員系統退休，官至首長級乙一級政務官。兩人均有投資房地產，更聯名持有多個物業。

## 榮譽

### 殊勳
- 官守太平紳士（J.P.）（2011年7月1日－）[26]

### 頭銜
- 沈鳳君，JP（Vivian Sum Fong-kwang, JP，2011年7月1日－）[26]